# 아트멜 AVR

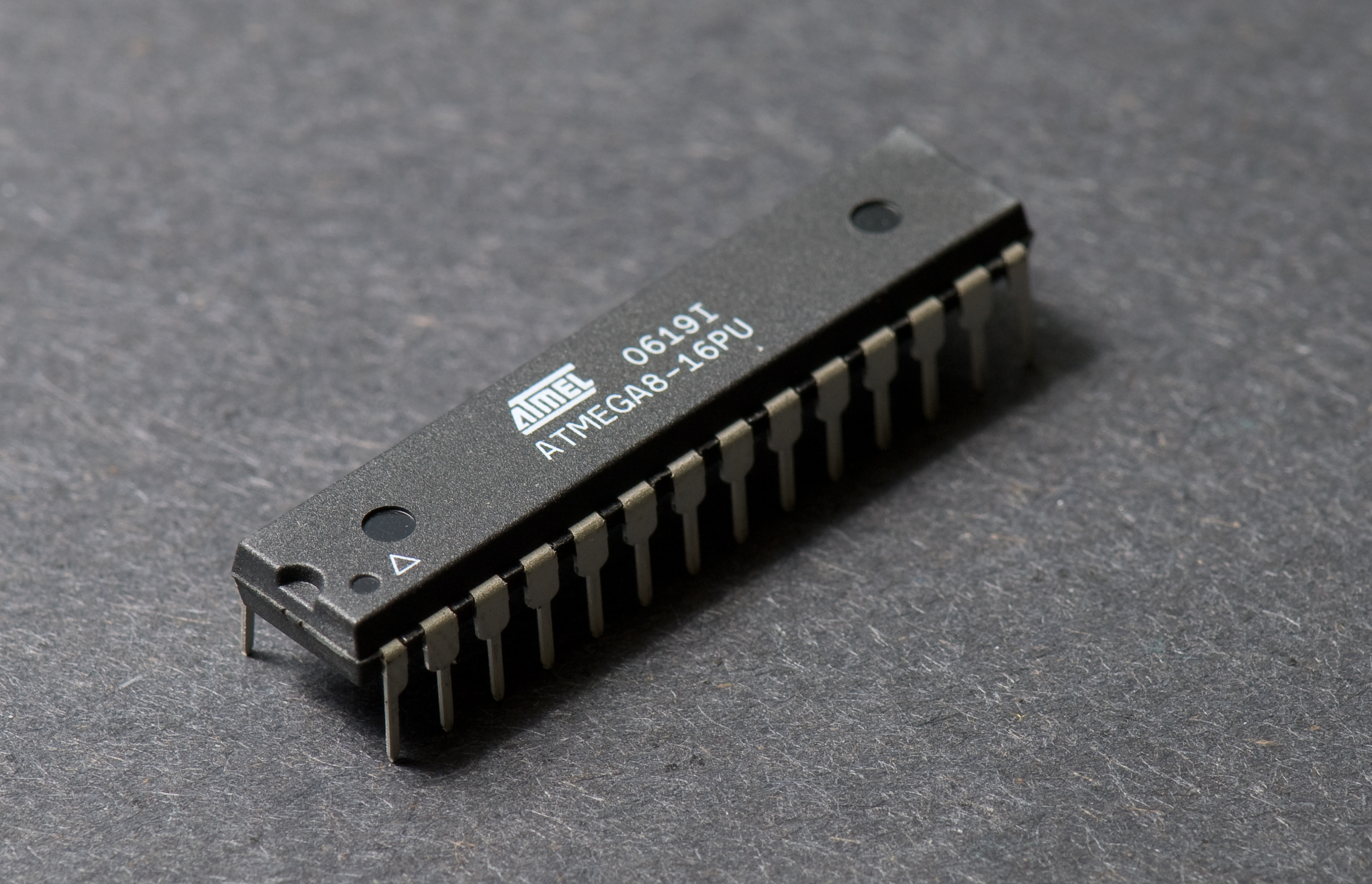
아트멜 AVR ATmega8 PDIP.

아트멜 AVR(Atmel AVR)은 1996년 아트멜 사에서 개발된 하버드 구조로 수정한 8비트 RISC 단일칩 마이크로컨트롤러이다. 출시 당시 AVR은 프로그램을 저장하기 위해 이용한 메모리 방식을 다른 마이크로컨트롤러처럼 ROM, EPROM 또는 EEPROM을 사용하지 않고, 단일칩 플래시메모리를 사용한 최초의 마이크로컨트롤러 중 하나이다.

## AVR의 구성
AVR은 중앙처리장치와 소용량 플래시메모리가 하나의 IC에 집적되어 있다.
AVR 하버드구조(Harvard architecture)의 변형 형태로 프로그램과 데이터 메모리가 분리된 형태이다. 특수 명령어로 프로그램 데이터를 데이터 영역으로 읽을 수 있다.

## AVR의 종류
아트멜 AVR은 AVR이 있으며 그 중, ATmega128이 교육용으로 가장 흔하게 쓰인다.

### 기본적인 AVR 계열
AVR은 6개의 기본 모둠으로 되어있다:
- tinyAVR - ATtiny 시리즈
  - 0.5–8 kB 프로그램 메모리
  - 6–32핀 패키지
  - 제한된 주변 장치(peripheral) 세트

- megaAVR - ATmega 시리즈
  - 8–256 kB 프로그램 메모리
  - 28–100핀 패키지
  - 확장된 명령어 집합 (곱셈 명령어, 큰 프로그램 메모리를 처리를 위한 명령어)
  - 확장된 주변 장치(peripheral) 세트

- XMEGA - ATxmega 시리즈
  - 16–384 kB 프로그램 메모리
  - 44–64–100핀 패키지 (A4, A3, A1)
  - 확장된 성능 (DMA, "Event System", 암호와 지원)
  - 확장된 주변 장치(peripheral) 세트 (ADC)

- Application-specific AVR
  - megaAVR을 기반으로 다른 AVR 계열에서 찾을 수 없는 LCD 제어, USB 제어, 진화된 PWM, CAN, 등의 모듈 추가.

- FPSLIC (AVR에 FPGA 추가)
  - FPGA 5K ~ 40K 게이트
  - 다른 AVR과는 달리, AVR 프로그램 코드를 SRAM에
  - AVR 코어는 50 MHz 이상에서도 실행[1]

- 32-bit AVRs

2006년에 Atmel은 32비트를 기반으로 AVR32 구조를 만들었다. SIMD과 DSP 명령어를 추가하여 오디오와 비디오 처리를 할 수 있다. 32비트 계열은 ARM과 경쟁관계에 있다. 명령어 집합은 다른 RISC와 비슷하지만 원래 AVR이나 다양한 ARM 코어와 호환되지 않는다.

## 프로그래밍 인터페이스
AVR 칩에 프로그램 코드는 여러 가지 방법으로 전송할 수 있다.

### ISP

6핀 또는 10핀 ISP 연결 커넥터

ISP(in-system programming) 프로그램 전송 방식은 기능적으로 SPI 방법에 Reset 선을 추가한 것이다. PCB에 납땜 상태에서 프로그램 코드를 전송할 수 있다. AVR에서 가장 일반적인 방법이다.
Atmel AVR ISP mkII 장치는 USB에 연결하고 Atmel의 ISP 프로그램에 의해 동작한다.
AVRDUDE (AVR Downloader/UploaDEr)는 리눅스, FreeBSD, 윈도, OS X에서 실행되며 다양한 하드웨어(Atmel AVR ISP mkII, Atmel JTAG ICE)로 프로그래밍을 할 수 있다.
AVR의 대표적 개발환경인 Atmel Studio는 현재 7.0 버전까지 나와있으며, Microsoft의 Visual Studio를 바탕으로 만들어져 UI가 매우 유사하다.
AVRISP MKII와 같은 툴 없이 아두이노를 ISP 툴로 만들어 사용할 수 있다.

## 같이 보기
- 전자 부품